# Böchijn Baast
Böchijn Baast (mongolisch Бөхийн Бааст; * 1921 in Altantsögts, Bajan-Ölgii-Aimag; † 16. Januar 2019) war ein mongolischer Schriftsteller.

## Leben
Er besuchte in Ulaanbaatar die Abendhochschule für Marxismus-Leninismus und studierte später Literatur in Moskau. Neben seiner schriftstellerischen Tätigkeit hatte er unterschiedliche Funktionen im mongolischen Schriftstellerverband inne. Kurz vor seinem Tod wurde ihm im Dezember 2018 der Titel Held der Arbeit verliehen.

## Werke
- Mandchai sezen chatan (Die kluge Fürstin Mandchai), Schauspiel, 1946
- Tolbo nuur (Der Tolbo-Nuur), Gedichte, 1947
- Altain dshimeer (Auf Altaipfaden), Erzählungen, 1959
- Chjaruu unasan zagaar (Zur Zeit des Rauhreifs), Erzählungen, 1961
- Chürlee (Chürlee), Erzählungen, 1963
- Der wolkengraue Altaischimmel, Erzählungen, 1972